# Еріх Беніш
Еріх Беніш (нім. Erich Bönisch; 8 лютого 1894 — ?) — німецький льотчик-ас, лейтенант-цур-зее кайзерліхмаріне.

## Біографія
Учасник Першої світової війни, служив у морській авіації на 1-й гідропланній станції як спостерігач. Здійснюючи бойові вильоти з різними пілотами, збив п'ять літаків супротивників (ще одна перемога залишилась непідтвердженою) під час польотів над Ла-Маншем, Північним морем та франко-бельгійським узбережжям. Брав участь у бомбардуваннях Англії, зокрема 20 травня 1916 року у рейді на Дувр із пілотом оберлейтенантом Райнертом. Літав на різних гідропланах Friedrichshafen FF 33h (№ 638, 639 та 599) та Brandenburg LW. 17 жовтня 1916 року отримав поранення під час пробного польоту на Brandenburg (№ 571) з лейтенантом Гансом Рольговеном, який згодом командував морською фронтовою ескадрильєю.